# 117565 Alanstrauss
117565 Alanstrauss este o planetă minoră (asteroid), cu un diametru de 3,325 km, din centura de asteroizi. A fost descoperită pe 3 martie 2005 la Catalina Station⁠(d) de Catalina Sky Survey. 
Obiectul prezintă o orbită caracterizată de o semiaxă mare de 2,7871782463771 UAi, o excentricitate de 0,088661697874681, o înclinație de 13,198561032755 ° în raport cu ecliptica.